# Abbas Afridi (Cricketspieler)
Muhammad Abbas Afridi (Urdu محمد عباس آفریدی; * 5. April 2001 in Peschawar, Pakistan) ist ein pakistanischer Cricketspieler, der seit 2024 für die pakistanische Nationalmannschaft spielt.

## Kindheit und Ausbildung
Abbas ist der Neffe des ehemaligen pakistanischen Cricketspielers Umar Gul.

## Aktive Karriere
Abbas gab sein First-Class-Debüt für Habib Bank Limited in der Quaid-e-Azam Trophy 2018/19. Sein Debüt im Twenty20-Cricket erfolgte bei der Pakistan Super League 2021 für die Karachi Kings. Nach guten Leistungen im nationalen Cricket erhielt er einen Paltzn im Kader der Nationalmannschaft in der Twenty20-Serie in Neuseeland im Januar 2024. Dort erzielte er bei seinem Debüt 3 Wickets für 46 Runs. Beim Gegenbesuch der neuseeländischen Mannschaft in Pakistan im April erreichte er 3 Wickets für 20 Runs im vierten Twenty20. Daraufhin wurde er für den Kader der ICC Men’s T20 World Cup 2024 nominiert, wo er einen Einsatz erhielt.